# Burlada
Burlada là một đô thị trong tỉnh và cộng đồng tự trị Navarre, Tây Ban Nha. Đô thị này có diện tích là 2,12 ki-lô-mét vuông, dân số năm 2007 là người với mật độ người/km². Đô thị này có cự ly 3 km so với tỉnh lỵ Pamplona.